# Rasmus Elm
Rasmus Christoffer Elm (Kalmar, 1988. Március 17. –) svéd válogatott labdarúgó.

## Pályafutása

### Klubcsapatban
Szülővárosának csapatában kezdte pályafutását, a Kalmar FF csapatában. 2009 nyarán 2 gólt lőtt a Debreceni VSC-nek. 2009-ben 3M €-ért Hollandiába igazolt, az AZ csapatába.

### A válogatottban
25 válogatott meccsen egy gólt lőtt, Ausztria elleni barátságos meccsen. 2009 szeptemberében az ő előrelőtt labdája után szerzett győztes gólt Zlatan Ibrahimović a Puskás Ferenc Stadionban a Magyar labdarúgó-válogatott ellen.